# Peter Stohler
Peter Stohler (* 1967 in Belp; heimatberechtigt in Pratteln) ist ein Schweizer Kunsthistoriker, Kulturmanager und Publizist.

## Leben und Wirken
Peter Stohler studierte an der Universität Zürich und am Sotheby’s Institute of Art in London Kunstgeschichte und Filmwissenschaft und schloss mit dem Lizentiat bzw. Master of Arts ab. Von 2000 bis 2002 absolvierte er an der Universität Basel das Nachdiplomstudium Kulturmanagement. Seine berufliche Laufbahn begann er als Gallerieassistent bei Bob von Orsouw, später als wissenschaftlicher Mitarbeiter und interimistischer Direktor am Museum Bellerive in Zürich, wo er u. a. die viel beachtete Ausstellung Body Extensions kuratierte. Gleichzeitig machte er sich als freiberuflicher Kurator und Publizist mit Ausstellungen, Künstlergesprächen und Vortragsreihen mit Teilnehmenden wie z. B. der Künstlerin Hildegard Spielhofer in seiner eigenen, privaten Wohnung einen Namen. 2005 wurde er leitender Kurator des Hauses für Kunst Uri in Altdorf, wechselte 2006 an das Centre pour l’Image Contemporaine (CIC), dem er als Direktor vorstand, und war von 2007 bis 2013 Beauftragter für Kulturprojekte der Abteilung Kultur Basel-Stadt. Von 2013 bis 2018 fungierte er als Direktor des Kunst(Zeug)Hauses in Rapperswil-Jona. Am Kunst(Zeug)Haus baute er einerseits die Pflege der Schweizer Kunst seit 1971 von Peter und Elisabeth Bosshard aus und veröffentlichte die Ereignisse in einem Katalog, andererseits setzte er sich stark für den Austausch zwischen den Sprachregionen ein und zeigte Ausstellungen mit Kunstschaffenden aus der Deutsch- sowie der französischen und italienischen Schweiz. Zudem kreierte er mit der Ausstellungsplattform Seitenwagen ein Gefäss zur Förderung junger, innovativer Kunst. 2019 wechselte Stohler an die kulturhistorisch ausgerichtete Grimmwelt Kassel, wo er bis Ende 2021 als Geschäftsführer und Programmleiter amtete. Peter Stohler arbeitet freischaffend als Autor, Kurator und Berater. Er ist designierter Direktor zweier Museen des Kantons Thurgau in der Kartause Ittingen: Kunstmuseum Thurgau und Ittinger Museum.

## Publikationen

### Herausgeber- und Autorschaft (Auswahl)
- Body Extensions. Arnoldsche, Stuttgart 2004, ISBN 3-89790-204-4.
- Reiz & Risiko / Risk & Allure. Arnoldsche, Stuttgart 2006, ISBN 3-89790-248-6.
- Kunst im Un-Privaten / Roentgenraum. Edition Fink, Zürich 2006, ISBN 3-906086-72-0.
- Radar. Texte zur Gegenwartskunst / Radar. Texts on Contemporary Art. Essays und Interviews von Peter Stohler, Deutsch/Englisch, hrsg. von Winfried Stürzl, Monika Hardmeier, Arnoldsche Art Publishers, Stuttgart 2007, ISBN 978-3-89790-278-7.
- Tomograph. Künstlerinnen im Gespräch / Tomograph. Interviews with artists. Interviews und Essays von Peter Stohler, Deutsch/Englisch, hrsg. von Winfried Stürzl und Vivien Moskaliuk, Arnoldsche Art Publishers, Stuttgart 2009, ISBN 978-3-89790-309-8.
- Kunstkredit 1990–2009, in Zusammenarbeit mit Susanne Buder und René Schraner, mit Beiträgen von Muda Mathis, Eric Hattan, Isabel Zürcher u. a., Basel 2010, ISBN 978-3-033-02593-6.
- Maya Bringolf: Loaded Circles. Modo Verlag, Freiburg i.Br. 2015, ISBN 978-3-86833-183-7.
- Von Anselm bis Zilla. Die Sammlung Peter und Elisabeth Bosshard der Stiftung Kunst(Zeug)Haus. hrsg. von Peter Stohler, Petra Giezendanner und Anja Gubelmann, Lars Müller Publishers, Zürich 2018, ISBN 978-3-03778-539-3.
- Rotes Käppchen, blauer Bart. Farben im Märchen / Red Hood, Blue Beard. Colour in Fairy Tales, deutsch/englisch, Arnoldsche, Stuttgart, 2019, ISBN 978-3-89790-573-3.
- Storytelling. Narration in der Gegenwartskunst / Narration in Contemporary Art, deutsch/englisch, modo, Freiburg i.Br., 2020, ISBN 978-3-86833-293-3.
- Necla Rüzgar: My Name Was Written On Every Page. Modo Freiburg i.Br. 2021, ISBN 978-3-86833-308-4.

### Aufsätze (Auswahl)
- ‚Pumpen‘ und ‚Joseph‘ (Beuys): ‚Soft sculptures’ von Veronika Veit und der Filz-Sessel von Lothar Windels, in: Entwürfe – Zeitschrift für Literatur, Nr. 25/2001, hrsg. von Peter Gisi, Bettina Spörri, Zürich 2001, S. 81–84.
- ‚Brand New, You're Retro‘: Wie Lang/Baumann die verdrängten 70er Jahre rezyklieren / ‚Brand New, You're Retro‘: How Lang/Baumann recycle the 1970s, Deutsch/Englisch, in: Ausstellungskatalog 70s versus 80s: Objekte der siebziger und achtziger Jahre / 70s versus 80s: Objects from the Seventies and the Eighties, hrsg. von Roger Fayet. Arnoldsche, Stuttgart 2001, S. 158–171.
- Marketing the Museum – Kulturmarketing und seine Umsetzbarkeit am Beispiel von drei Schweizer Institutionen, in: Deutsches Jahrbuch für Kulturmanagement 2002, hrsg. von Armin Klein, Nomos Verlagsgesellschaft, Baden-Baden 2003, S. 82–103.
- Die Rückkehr des Abfalls. Design aus Verworfenem, Essay von Peter Stohler und Roger Fayet, in: Kunstforum International: Die Gerümpelhaftigkeit der Kunst, hrsg. von Paolo Bianchi, Nov. 2003, S. 97–105.

## Kuratierte Ausstellungen (Auswahl)
- 2005 Sprengmeister/innen, Haus für Kunst Uri, Altdorf [zus. m. Nanni Baltzer].
- 2006 Performance in Progress, Haus für Kunst Uri, Altdorf.
- 2006 Reiz & Risiko / Risk & Allure, Haus für Kunst Uri, Altdorf [zus. m. Sylvia Rüttimann].
- 2013 Wohnzimmerausstellung Roentgenraum, Zürich.
- 2014 Nordwestwind: Sieben Kunstschaffende aus Basel, Kunst(Zeug)Haus Rapperswil-Jona.
- 2016 Y’a pas le feu au lac: Junge Kunst aus der Westschweiz, Kunst(Zeug)Haus Rapperswil-Jona.
- 2018/2019 Rachel Lumsden: Return of the Huntress. Kunst(Zeug)Haus Rapperswil-Jona. Kooperation mit Fondation Fernet Branca, F-Saint Louis und Kunsthaus Pasquart in Biel/Bienne.
- 2021/2022 Necla Rüzgar: My Name Was Written On Every Page, Grimmwelt Kassel.

## Gesprächsreihen
- 2005–2006 Gäste ganz nah, Haus für Kunst Uri, Altdorf.
- 2005–2006 Ästhetisierung des Alltags, Roentgenraum, Zürich.
- 2006–2007 Grenzen-los?, Roentgenraum, Zürich.
- 2007–2008 Transformer, Roentgenraum, Zürich.
- 2008–2009 Neue Welten, Roentgenraum, Zürich.
- 2014 Sammelleidenschaft, Kunst(Zeug)Haus, Rapperswil-Jona.
- 2020 Nachbarschaftsgespräche, Grimmwelt, Kassel.

## Mandate, Gremien und Jurierungen (Auswahl)
- 2004/2005: Lehrauftrag an der Zürcher Hochschule der Künste ZHdK, Departement Design
- 2004–2010: Experte für Kunst und Bau-Projekte der Stadt Zürich
- 2010–2012: Fachexperte beim Wettbewerb «Gestaltungskonzept Innenstadt Basel», Kanton Basel-Stadt
- 2006–2012: Vorstandsmitglied des Vereins Museen der Schweiz (VMS/AMS)
- 2014: Jurymitglied bei der Vergabe des Aeschlimann Corti-Preises
- 2017–2018: Jurymitglied bei der Vergabe des Helvetia Kunstpreises
- 2017–2018: Präsident des Vereins Schweizer Institutionen für zeitgenössische Kunst VSIZK/AISAC